# Велчинець (станція)
Велчинець (рум. Gara Vălcineţ) — прикордонна проміжна залізнична станція Молдовської залізниці (рум. Calea Ferată din Moldova) на нелектрифікованій лінії Могилів-Подільський — Окниця. Розташована в однойменному селі Окницького району на півночі Молдови.

## Історія
У листопаді 1893 року почала функціонувати залізниця від Могильова-Подільського до Окниці через річку Дністер, що дало можливість сполучити лінію з Львівсько-Чернівецькою-Ясською залізницею.
У 1920⁣— 1940-х роках, коли Бессарабія входила до складу Румунії, мережа колії 1524 мм була перешита на лінії Новоселиця — Велчинець на колію 1435 мм.

## Комерційні операції
- Прийом та видача вагонних відправок вантажів, що допускаються до зберігання на відкритих майданчиках станції.
- Прийом та видача вантажів вагонними та дрібними відправленнями, що завантажуються цілими вагонами, лише на під'їзних коліях та місцях незагального користування.
- Прийом та видача вагонних відправлень вантажів, які потребують зберігання на критих складах станцій.
- Продаж квитків на всі пасажирські поїзди.
- Прийом та видача багажу.

## Пасажирське сполучення
На станції Велчинець здійснює тривалу зупинку єдиний пасажирський поїзд міжнародного сполучення  Київ — Кишинева та у зворотному напрямку для проходження прикордонного та митного контролю.
| Рух пасажирських поїздів по станції Велчинець | Рух пасажирських поїздів по станції Велчинець | Рух пасажирських поїздів по станції Велчинець |
| №                                             | Маршрут сполучення                            | Періодичність курсування                      |
| --------------------------------------------- | --------------------------------------------- | --------------------------------------------- |
| 351/352                                       | Кишинів — Київ-Пасажирський                   | Через день                                    |

Приміське сполучення по станції Велчинець не здійснюється.

## Галерея

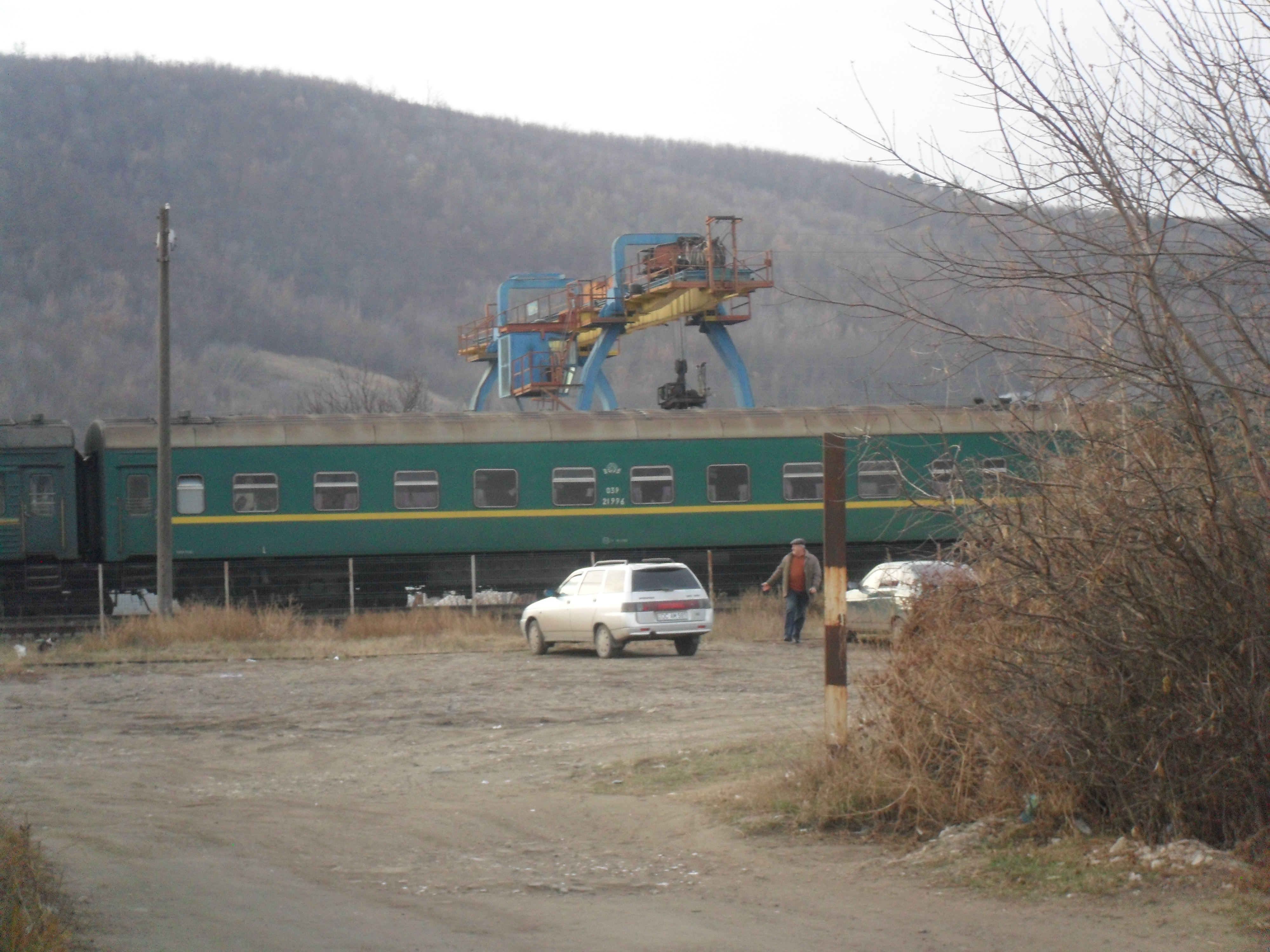
Поїзд на станції Велчинець
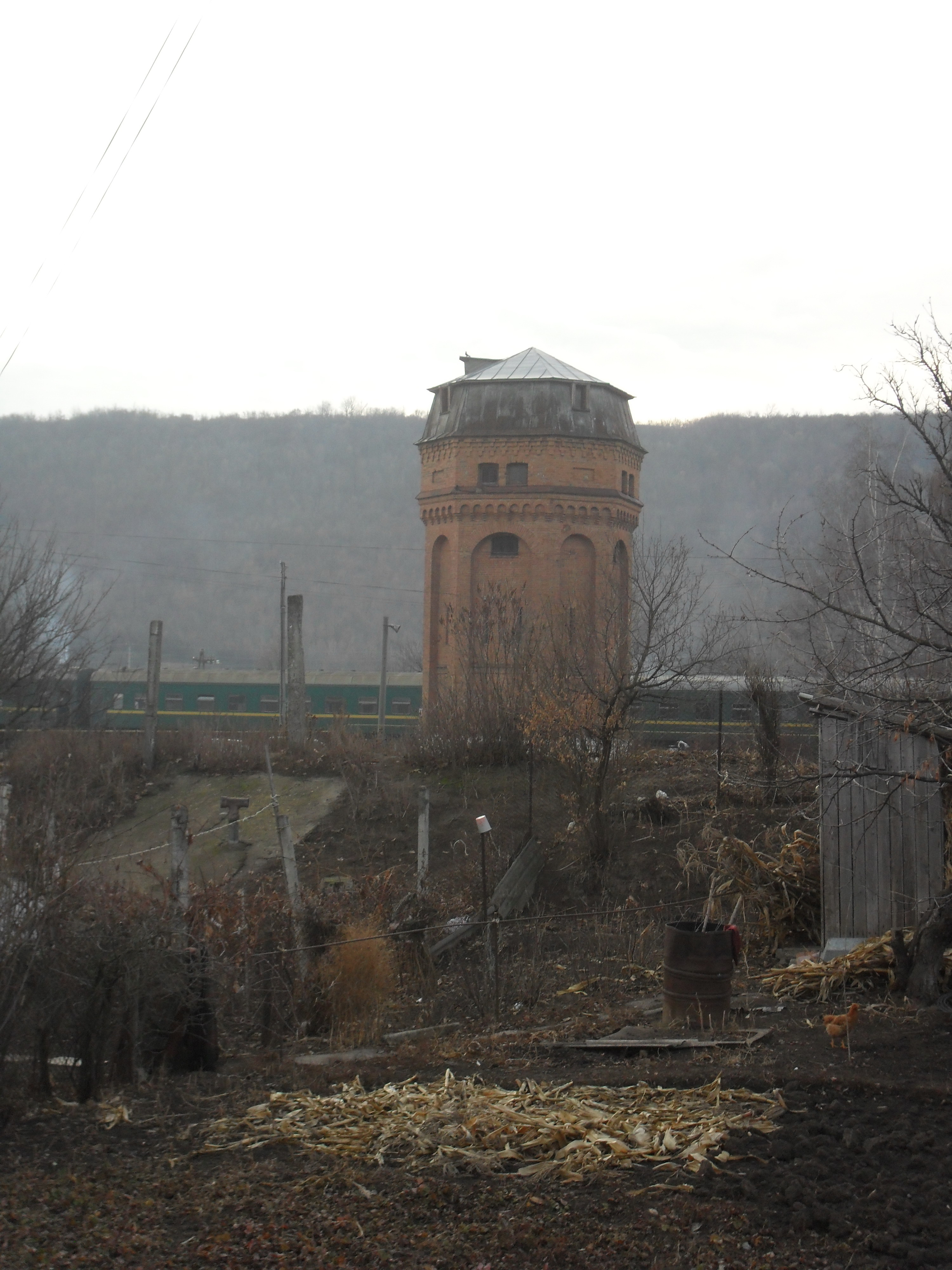
Вежа поблизу станції
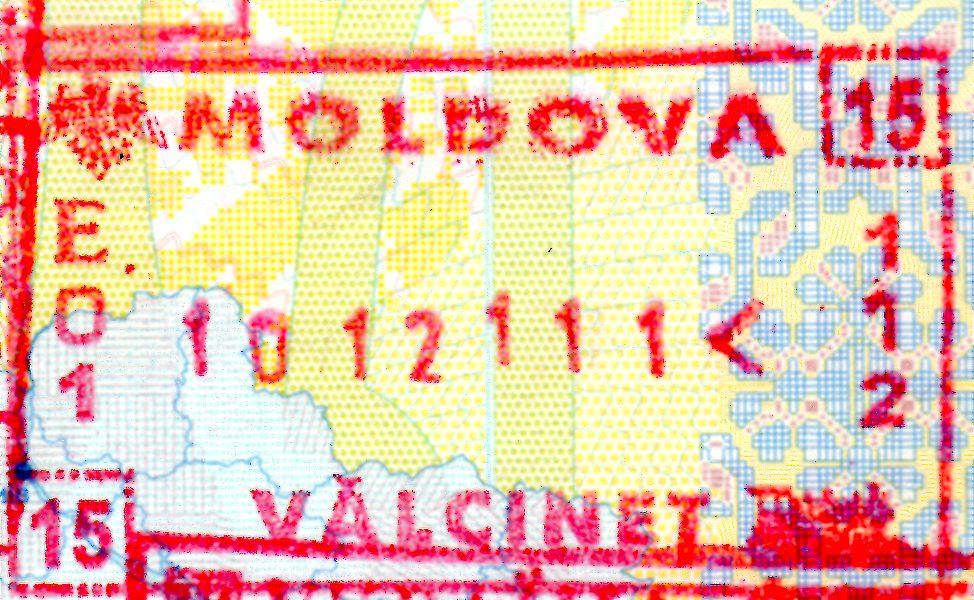
В'їзний штамп міжнародного залізничного пункту пропуску «Велчинець»